# 秘書少監
秘书少监又名蘭臺侍郎、麟台侍郎，唐朝秘书省官员。
唐代秘书省设首長秘书监一人，从三品。另設有秘书少监二人，為副首長， 从四品上。唐代近三百年間，秘书省多次易其名。龙朔二年（662年）至咸亨元年一度改称兰台，秘书少监改稱兰台侍郎。咸亨中（670年），復为秘书少监。天授初（685年）至神龙元年改为麟台，秘书少监改麟台侍郎。神龙间（712年）復改秘书少监。宋朝沿置。元朝以後不置，遂永久废除。